# Örménykút
Örménykút (slowakisch Irminčok) ist eine ungarische Gemeinde im Kreis Szarvas im Komitat Békés. Ungefähr ein Drittel der Bewohner zählt zur Volksgruppe der Slowaken.

## Geografische Lage
Örménykút liegt 31 Kilometer nordwestlich des Komitatssitzes Békéscsaba und 14,5 Kilometer südöstlich der Kreisstadt Szarvas. Nachbargemeinden sind Gyomaendrőd, Hunya, Kondoros, Kardos und Csabacsűd.

## Geschichte
Der Name des Ortes geht zurück auf einen Brunnen (ungarisch kút), an dem armenische (ungarisch örmény) Kaufleute auf dem Weg nach Pest ihr Vieh tränkten. In den 1980er Jahren wurden bei
mehreren archäologische Ausgrabungen in der Umgebung Gegenstände aus der Zeit der Skythen, Sarmaten, Hunnen, Awaren und Árpáden gefunden. Die Siedlung Örménykút gehörte zunächst zu Szarvas und dann zu Kardos, ehe sie 1991 zu einer eigenständigen Gemeinde wurde. Aufgrund der guten Boden- und Wetterbedingungen ist die Landwirtschaft die Haupteinnahmequelle der Bewohner.

## Gemeindepartnerschaft
- Drienovec, Slowakei

## Sehenswürdigkeiten
- Glockenturm am ehemaligen Schulgebäude
- Kruzifix
- Windmühle (denkmalgeschützt)

## Verkehr
Durch Örménykút verläuft die Landstraße Nr. 4645, nördlich des Ortes die Landstraße Nr. 4641, südlich die Hauptstraße Nr. 44. Es bestehen Busverbindungen über Csabacsűd nach Szarvas sowie über Kardos nach Kondoros. Der nächstgelegene Bahnhof befindet sich 10 Kilometer westlich in Csabacsűd.